# Clelles
Clelles település Franciaországban, Isère megyében. Lakosainak száma 576 fő (2022. január 1.). Clelles Saint-Martin-de-Clelles, Chichilianne, Lavars és Le Percy községekkel határos.

## Népesség
A település népességének változása:
| Lakosok száma | 328  | 319  | 345  | 475  | 567  | 571  | 543  | 536  | 535  | 576  |
|               | 1968 | 1982 | 1990 | 2006 | 2013 | 2015 | 2017 | 2019 | 2020 | 2022 |